# Hellabrunn
Hellabrunn (alte Schreibweisen Hellenbrun, Hellenprun, Hellbrun, Hellbronn) war der Name eines Einzelgehöfts der früheren Gemeinde Giesing, die am 1. Oktober 1854 in die bayerische Landeshauptstadt München eingemeindet wurde. Das Einzelgehöft lag unmittelbar südlich von Siebenbrunn. Im Ortschaftenverzeichnis des Königreichs Bayern von 1876 ist die Einzelsiedlung mit zwei Gebäuden und zwei Einwohnern nachgewiesen (Stand der Volkszählung am 1. Dezember 1875).
Das Gebiet gehört zum heutigen Stadtteil Harlaching (Stadtbezirksteil Siebenbrunn des Stadtbezirks Untergiesing-Harlaching).
Heute wird der Name gebraucht, um den dort gelegenen Münchner Tierpark Hellabrunn zu bezeichnen (nicht zu verwechseln mit dem Tiergarten Hellbrunn in Salzburg).
Die erste schriftliche Erwähnung des Ortes unter diesem Namen datiert vom 20. März 1754, an jenem Tag wurde das damalige Gut von Franz Anton von Paur in der Giesinger Au zu einem adeligen Sitz erhoben. Der Name bedeutet Heller Brunnen oder klares Wasser, Namen dieser Art waren im Barock für Schlösser beliebt (Fontainebleau, Clairfontaine), wie auch beim benachbarten Siebenbrunn. Den inhaltsgleichen Namen führt das für seine Wasserspiele berühmte Schloss Hellbrunn in Salzburg, das von 1612 bis 1619 erbaut wurde. Der Name ist wahrscheinlich eine Anspielung auf die Wasserspiele in den barocken Parkanlagen der Schlösser auf der Hangkante oberhalb der Flussauen, beispielsweise endeten die Wasserfälle des Schlossgartens Harlaching am Fuß des Berges in 25 Fontänen. Eher unwahrscheinlich ist die Herkunft des Namens als Hinweis auf eine aus dem Isarhang sprudelnde helle Quelle, obgleich in der Gegend mehrere kleine Quellen entspringen, keine von diesen ist jedoch ungewöhnlich klar oder sonst auffällig. Ab 1812 taucht der Name auch im Topographischen Atlas von Bayern auf. Bei der Gemeindebildung 1818 wurde Hellbrun Teil der Gemeinde Harlaching, später wurde es mit dieser für einige Zeit (Ober-)Giesing zugeschlagen. Am 1. Oktober 1854 wurde Hellabrunn, das zur Gemeinde Giesing gehörte, nach München umgegliedert.